# Andy Warhol era un coatto
Andy Warhol era un coatto. Vivere e capire il trash è un saggio di Tommaso Labranca pubblicato nel 1994 dalla casa editrice Castelvecchi.

## Storia editoriale
Terminata l'esperienza con il collettivo La Misère Provoque Le Génie di cui è fondatore, nei primi anni novanta Tommaso Labranca si dedica all'esplorazione e alla teorizzazione del trash. Raccoglie i suoi pensieri nei due volumi autoprodotti Agiografie non autorizzate (1992) e Giovani salmoni del trash (1993).
Nel 1994 l'editore Castelvecchi raccoglie i due brevi saggi nel volume Andy Warhol era un coatto, che viene dato alle stampe nell'ottobre di quell'anno.

## Trama
Parte prima: Giovani salmoni del trash
Nella prima parte l'autore analizza il fenomeno della fruizione della cosiddetta "cultura bassa" tracciando le definizioni di trash, camp, kitsch. In particolare definisce trash tutto ciò che rappresenta una emulazione fallita di un modello "alto".
Divide inoltre gli osservatori del fenomeno trash in base al loro atteggiamento di fronte ad esso: i Giovani Salmoni del Trash, privi del pregiudizio estetico, usufruiscono del prodotto trash senza tale pregiudizio e senza porsi al di sopra del fenomeno stesso: non ne ride o ne prende le distanze con sdegno, ma trae reale godimento dal fenomeno. All'opposto gli antitrashisti operano un distacco dal fenomeno trash ponendosi al di sopra di esso e deridendolo (kitscher) o caricandolo così da enfatizzarne i contenuti (campisti).
Parte seconda: il trash e il suo doppio
Nella seconda parte l'autore offre alcuni esempi di modelli alti ed emulazioni, come ad esempio Nutella e Niger, Astra e Astri, Elvis Presley e Little Tony, Brian Ferry e Roby Vandalo ecc.
Parte terza: agiografie non autorizzate
Nella terza parte l'autore elenca alcuni soggetti specifici che possono essere toccati dalla tematica del saggio, quali l'artista Andy Warhol, la pornografia, l'enciclopedia I Quindici,  il periodico Cronaca Vera, il film Ku-Fu? Dalla Sicilia con furore ecc.

## Edizioni
- Andy Warhol era un coatto. Vivere e capire il trash, 1ª edizione, Roma, Castelvecchi, ottobre 1994,  p. 121, ISBN 9788886232227.
- Andy Warhol era un coatto. Vivere e capire il trash, 2ª edizione, Roma, Castelvecchi, gennaio 1995,  p. 121, ISBN 9788886232227.
- Andy Warhol era un coatto. Vivere e capire il trash, 3ª edizione, Roma, Castelvecchi, aprile 1996,  p. 121, ISBN 9788886232227.
- Andy Warhol era un coatto. Vivere e capire il trash (PDF), edizione elettronica fuori commercio, Tommaso Labranca, 2004,  p. 70.
- Andy Warhol era un coatto. Vivere e capire il trash, collana Contatti. Nuova serie, 4ª edizione, Roma, Castelvecchi, aprile 2005,  121, ISBN 9788876150722.[3]